# Acta d'Unió (1800)

La bandera de la Unió.

L'Acta d'Unió de 1800 (també coneguda com a Acta d'Unió de 1801 (1 de gener de 1801)) és el document que va formalitzar la unió del Regne de Gran Bretanya i del Regne d'Irlanda en un únic regne, per tal de crear el Regne Unit de la Gran Bretanya i Irlanda. D'acord amb aquesta fusió, 100 parlamentaris irlandesos van obtenir representació a la Cambra dels Comuns del Parlament del Regne Unit i es va publicar el 2 de juliol de 1800 i va tenir efecte en 1 de gener de 1801.
L'acta va ser aprovada tant pel Parlament britànic com per l'irlandès. Els irlandesos havien obtingut la independència amb la Constitució de 1782, després de diversos segles de domini anglès. La unió amb la Gran Bretanya no era ben vista pels irlandesos i ja havia estat rebutjada una moció en aquesta direcció el 1799. Tot i així, una intensa campanya dirigida pel govern britànic i les conseqüències de la rebel·lió irlandesa de 1798 i la revolució francesa de 1789 van deixar lliure el camí per a l'aprovació definitiva el 1800. El tràmit parlamentari va ser considerat un èxit, en ser aprovada per majoria simple. Els parlamentaris que hi donaren suport van rebre, per part del govern britànic, l'oferiment de títols de la noblesa britànica, terres i altres reconeixements.
Bona part de l'atractiu que tenia la Unió per als catòlics, confessió majoritària a Irlanda, era la promesa d'abolir les lleis penals que els discriminaven així com l'obtenció de la seva emancipació civil. Com s'ha dit, tal com assenyalava l'Acta d'Unió, Irlanda seria representada per 100 parlamentaris i es permetia als catòlics ser-ne part. Aquest dret havia estat abolit per Jordi III en la seva coronació, en afirmar que el benefici era contrari al seu jurament de defensa de l'Església d'Anglaterra. Tot i així, la participació dels catòlics al parlament britànic no es restabliria de facto fins al 1829.

## La bandera
La nova bandera que va emergir de la unió, coneguda popularment com la Union Jack, combina les creus de Sant Jordi per Anglaterra, Sant Andreu per Escòcia i Sant Patrici per Irlanda. Actualment, tot i la independència d'Irlanda el 1922 i la posterior declaració com a república el 1949, aquesta bandera continua sent l'estendard britànic.